# Foton M-3
Foton M-3 – satelita naukowy, wspólne przedsięwzięcie Rosyjskiej i Europejskiej Agencji Kosmicznej. Po 12 dniach orbitowania, na Ziemię powróciła kapsuła powrotna z eksperymentami, które zostały poddane ewaluacji. Pod koniec misji, z kapsuły Fotona został odczepiony zbudowany przez studentów satelita YES2 z małą kapsułą, „Fotino”.
Misję nadzorował rosyjski ośrodek TsUP w Korolowie pod Moskwą. Eksperymenty przygotowane przez ESA były sterowane z ośrodka ESRANGE pod Kiruną w Szwecji, wspomagane przez dwie stacje naziemne w Kanadzie.

## Konstrukcja
Satelitę stanowił zaadaptowany statek Wostok, serii Foton. Kapsuła powrotna o średnicy 2,2 m ważyła 2,5 tony.

### Zasilanie
Podczas powrotu do atmosfery, kapsułę powrotną zasilało 27 ogniw Li-SCh (litowo-siarkowo-chlorowych). Mogły one zapewnić zasilanie przez przynajmniej 12 godzin. Napięcie znamionowe wynosiło 35 V, a pojemność jednego modułu 30 Ah.

## Ładunek naukowy
- Edukacja:
  - YES2 - mały satelita studencki o masie 35 kg, zbudowany m.in. z udziałem Polaków.
  - Spaceflight Educational Experiment Kit, SEEK - miniaturowy eksperyment związany z pomiarem przyspieszenia w trakcie startu satelity, będący efektem edukacyjnej współpracy europejskich licealistów - inicjatywy mającej zachęcić młodzież do zgłębiania nauk ścisłych.

- Materiałoznawstwo:
  - Polizon - zestaw siedmiu eksperymentów badających wzrost kryształów w warunkach mikrograwitacji, przygotowanych przez ESA i DLR. Wielostrefowy (stąd nazwa) układ grzejący pozwala na pracę kilkoma technikami nad kilkoma materiałami, do temperatury 1200 °C.

- Krystalizacja białek:
  - GRANADA - badania krystalizacji białek w warunkach nieważkości. W ramach eksperymentu, do kapilar z roztworami białkowymi wpuszczany był powoli katalizator, powodujący powolny wzrost kryształów białek. Kapilary przechowywane w reaktorze zostały po powrocie na Ziemię porównane z wynikami identycznego eksperymentu, ale przeprowadzonego na Ziemi, co ma pozwolić poznać rolę grawitacji w procesie wzrostu kryształów.

- Egzobiologia:
  - STONE-6/LITHOPANSPERMIA - w ramach tych eksperymentów, w osłonie termicznej kapsuły zostały umieszczone próbki skał zawierające żywe organizmy. W czasie powrotu kapsuły na Ziemię, zostały one poddane ekstremalnym temperaturom i ciśnieniom. Eksperyment ten miał za zadanie sprawdzić hipotezę panspermii.
  - Optical Wireless Link for intra-Spacecraft communications, OWLS - eksperyment wykorzystania bezprzewodowej łączności optycznej w wewnętrznej łączności statku kosmicznego. Stanowił część eksperymentu TeleSupport. Urządzenie ustanowiło sieć optyczną wewnątrz kapsuły satelity, służącą do transmisji danych między TeleSupportem a innymi ładunkami.

- Technologia:
  - TeleSupport - moduł zajmujący się zbieraniem, obróbką i wymianą informacji między przyrządami naukowymi satelity a Ziemią. Korzystał on z eksperymentu OWLS.
  - Direct Measurement micro-Accelerometer, DiMAc - eksperyment pomiaru przyspieszenia za pomocą nowo opracowanej techniki. Mierzył między innymi nieważkość jakiej podlegały inne eksperymenty.
  - TEPLO - eksperyment badający wydajność grzejników i chłodnic nowej konstrukcji, w tym rozkładanych. Technologia ta może w przyszłości pozwolić znacznie ograniczyć masę i złożoność systemów kontroli temperatury statków kosmicznych.

- Fizyka płynów:
  - GRADFLEX - badania nielaminarnego przepływu cieczy. Za pomocą metod optycznych eksperyment badał zmiany gęstości dwóch cieczy (jednoskładnikowej i mieszaniny), w których wytworzono gradient temperatury.
  - Soret Co-efficients in Crude Oil, SCCO - eksperyment badający efekt Soreta (termodyfuzję) w cieczach oleistych i w warunkach nieważkości, na potrzeby badań złóż ropy. W próbce wytwarzany był gradient temperatury, aż do momentu uzyskania stabilnego profilu składowych. Następnie cześć gorąca została oddzielona od zimnej, a ich skład został zbadany po powrocie kapsuły na Ziemię. Pozwoliło to na zmierzenie zmian w gęstości wywołanych efektem Soreta. SCCO jest wspólnym projektem Europejskiej i Kanadyjskiej Agencji Kosmicznej (CSA).

- Biologia:
  - Aquahab - eksperyment ESA i DLR polegający na obserwacji dwóch organizmów, Euglena gracilis i Oreochromis mossambicus, w środowisku wodnym bez grawitacji. Badania tych organizmów wykonane po powrocie kapsuły, skupiły się na ich motoryce, kształcie i ilości komórek, uszkodzeń DNA bakterii i wzrostu otolitów w rybie.
  - Biobox - składał się z dwóch programowalnych inkubatorów zawierających pięć eksperymentów z biologii komórkowej. Trzy z nich (Obadis, Osteogene, Oclast) badały wpływ nieważkości na komórki wzrostowe kośćca (osteoblasty) i komórki degradacji kośćca (osteoklasty). Czwarty eksperyment (Radcells) badał wpływ promieniowania na fibroblasty skóry. Piąty, Connect, badał wpływ promieniowania na ekspresję genów w fibroblastach.
  - Eristo/Osteo - dwa zestawy identycznych eksperymentów zaprojektowanych przez ESA i CSA. Każdy zestaw to dwa inkubatory z czterema tacami próbek w środowisku o kontrolowanej temperaturze. Jeden zestaw, Eristo, należał do ESA. Drugi, Osteo, do CSA. Oba badały problem utraty masy kostnej, osteoporozy, u astronautów, i innych chorób układu mięśnio-szkieletowego.
  - Freqbone - eksperyment mający zbadać możliwość zahamowania zaniku masy kostnej u astronautów za pomocą wzbudzania w kościach słabych drgań o bardzo wysokiej częstotliwości.
  - BIOPAN - 10 eksperymentów dotyczących egzobiologii i dozymetrii. Umieszczono je na zewnętrznej powierzchni satelity. Próbki zostały automatycznie wystawione na działanie promieniowania przestrzeni kosmicznej, gdy satelita znalazł się na orbicie. Przed powrotem do atmosfery, próbki zostały na powrót zabezpieczone.